# Copaci
Copaci – wieś w Rumunii, w okręgu Hunedoara, w gminie Totești. W 2011 roku pozostawała niezamieszkana.